# Front chłodny

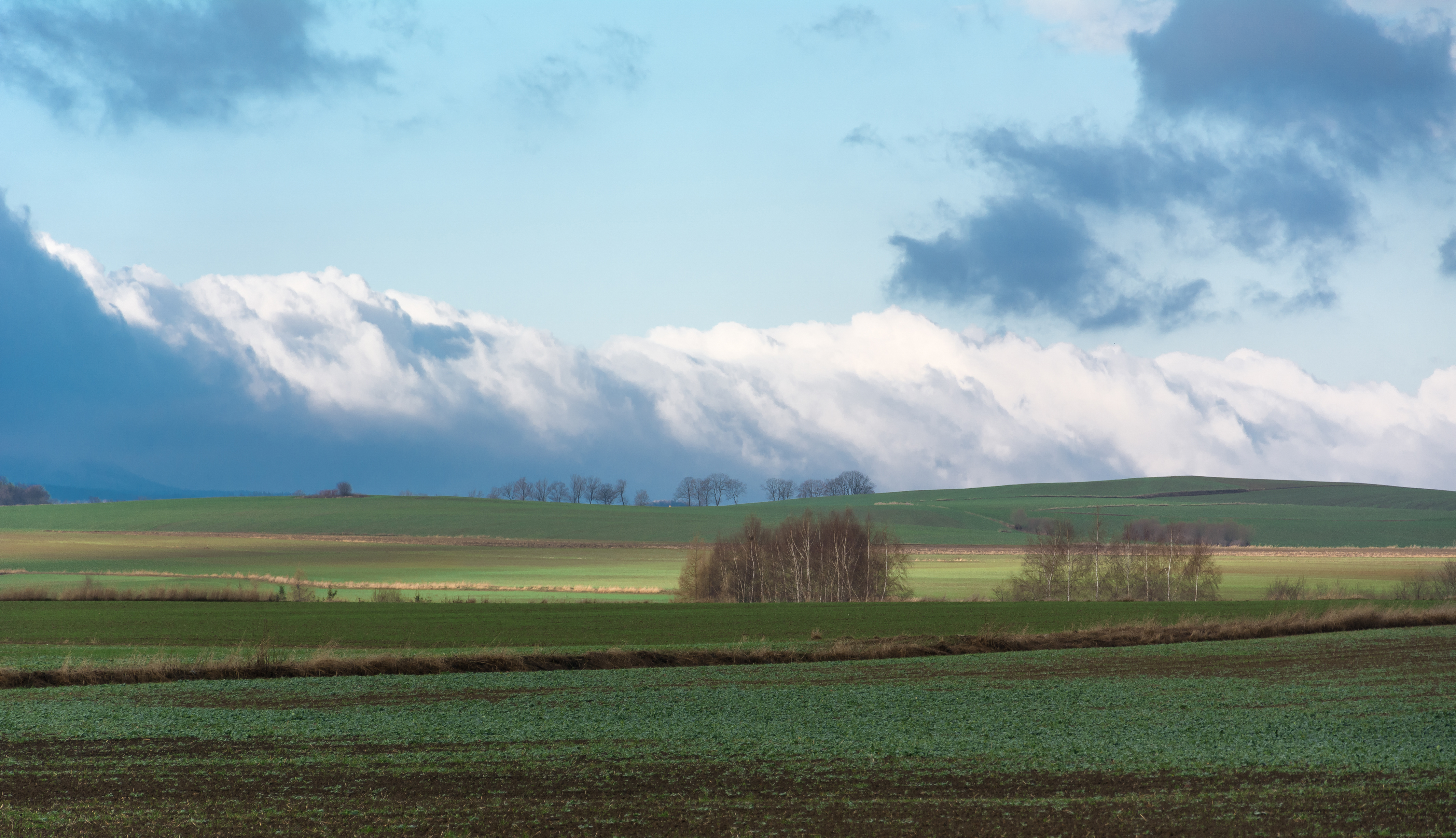
Front chłodny w Kotlinie Kłodzkiej

Graficzne oznaczenie frontu chłodnego

Front chłodny – jeden z trzech rodzajów frontu atmosferycznego. Jest to granica między nacierającą chłodną masą powietrza i ustępującą masą ciepłą. Przeważnie ma charakter burzowy, a głównym typem chmur występujących w obrębie tego frontu jest cumulonimbus.

## Masy powietrza na froncie chłodnym
Powietrze chłodne jako gęstsze wsuwa się pod rzadsze powietrze ciepłe. Ze względu na to, że powietrze chłodne nie musi tracić energii na wspinanie się po masie powietrza ciepłego, prawie cała jego energia zużywana jest na przesuwanie frontu w poziomie, dlatego front chłodny jest frontem szybkim, zawsze szybszym od frontu ciepłego.
Front chłodny zajmuje pas o szerokości tylko ok. 50–75km, a wypychane do góry z dużą prędkością powietrze ciepłe musi w rezultacie utworzyć chmury typu kłębiastego.

## Zwiastuny frontu
Przed nadejściem frontu chłodnego znajdujemy się w ciepłej masie powietrza. Pierwszą oznaką zbliżania się frontu chłodnego są często chmury cirrus, cirrostratus, a potem altostratus - podobnie jak przy froncie ciepłym, jednak ilość tych chmur jest mniejsza. Wypiętrzone chmury typu cumulus są też z reguły większe niż te przy froncie ciepłym i mogą powodować lekkie opady jeszcze przed przejściem frontu.
Na samym czele frontu chłodnego mamy ogromną chmurę burzową cumulonimbus, która zasysa ciepłe powietrze sprzed czoła frontu, czyszcząc je przy okazji z wszelkiego typu zawiesin (charakterystycznych dla powietrza w ciepłej masie). Dlatego też, w czasie przechodzenia frontu chłodnego, widzialność znacznie się poprawia. Samego cumulonimbusa początkowo można nie zauważyć przez słabą widoczność wewnątrz ciepłej masy powietrza.
Wiatr natomiast wzmaga się i zmienia swój kierunek na przeciwny. Robi się coraz ciemniej, wiatr staje się porywisty. Mogą pojawiać się pierwsze błyskawice. Frontowa chmura cumulonimbus jest znacznie potężniejsza i czas jej życia jest znacznie dłuższy od tej, która powstaje wewnątrz jednorodnej masy powietrza na skutek lokalnego przegrzania podłoża.
Zaczyna się silny burzowy opad i burza z piorunami, która relatywnie szybko mija. Koniec burzy oznacza, że linia frontu już przeszła.

## Sytuacja w atmosferze po przejściu frontu chłodnego
Po przejściu frontu, wiatr zmienia swój kierunek o ponad 50 stopni w stosunku do kierunku w ciepłej masie powietrza. Widoczność poprawia się znacznie, staje się wręcz „kryształowa”.
Obserwator znajduje się w tym momencie w chłodnej masie powietrza o chwiejnej równowadze. Czasami, po przejściu frontu, na horyzoncie widać następny wał chmur burzowych, zwany często błędnie frontem wtórnym. Nie jest to jednak front, lecz skutek chwiejności w chłodnej masie powietrza. Jest ona tym mniejsza im dalej za nami znajduje się front, jednak niekiedy pierwsze burze po przejściu frontu mogą być nie mniej silne niż burze frontowe. Jeżeli natomiast po przejściu frontu nie ma ma już następnego wału chmur burzowych, często na horyzoncie widać chmury deszczowe, które również są skutkiem chwiejności w chłodnej masie powietrza.
W chłodnej masie powietrza, powietrze jest czystsze, ze znacznie mniejszą ilością zawiesin.